# Coenosia acuminata
Coenosia acuminata är en tvåvingeart som beskrevs av Gabriel Strobl 1898. Coenosia acuminata ingår i släktet Coenosia och familjen husflugor. Arten är reproducerande i Sverige. Inga underarter finns listade i Catalogue of Life.